# Archichlora marcescens
Archichlora marcescens är en fjärilsart som beskrevs av W. Warren 1904. Archichlora marcescens ingår i släktet Archichlora och familjen mätare. Inga underarter finns listade i Catalogue of Life.